# Mobile City
Mobile City és una població dels Estats Units a l'estat de Texas. Segons el cens del 2000 tenia 196 habitants. 57 habitatges, i 49 famílies. La densitat de població era de 3.783,8 habitants/km².